# Jack McGurn
Jack McGurn, all'anagrafe Vincenzo Antonio Gibaldi e soprannominato Machine Gun Jack (Licata, 7 luglio 1902 – Chicago, 15 febbraio 1936), è stato un pugile e mafioso italiano, membro chiave del Chicago Outfit di Al Capone.

## Biografia

### Primi anni di vita
McGurn nacque nel luglio 1902 a Licata, in provincia di Agrigento, primo figlio di Tommaso e Giuseppina Gibaldi (nata Verderame). Quattro anni dopo, lui e sua madre emigrarono per raggiungere suo padre negli Stati Uniti d'America, arrivando a Ellis Island il 24 novembre 1906. All'età di 14 anni, Jack McGurn si trasferì a Chicago. Negli anni seguenti intraprese una carriera da pugile e cambiò il suo nome in Jack McGurn perché i pugili con nomi irlandesi ottenevano prenotazioni migliori. Dopo la morte di Tommaso mentre McGurn era ancora giovane, sua madre si risposò con il droghiere Angelo DeMory, che in seguito fu assassinato da estorsori della Mano Nera.

### Proibizionismo
Dopo che il suo patrigno, Angelo DeMory, fu assassinato da una banda di estorsori il 28 gennaio 1923, McGurn fu presentato per la prima volta a Capone. Lo stesso Capone diede i nomi dei responsabili a McGurn, che vendicò la morte del suo patrigno uccidendo i tre sicari responsabili. In effetti, McGurn era già sul libro paga dell'outfit al momento della morte di DeMory e probabilmente era arrivato all'attenzione di Capone attraverso la sua carriera in erba come pugile.
McGurn possedeva in parte un jazz club speakeasy, un locale che esiste ancora oggi, il famigerato Green Mill, al 4802 North Broadway, nel mezzo del territorio della banda rivale "Bugs" Moran. Nel novembre 1927, il manager Danny Cohen diede a McGurn il compito di "persuadere" il comico/cantante Joe E. Lewis a non spostare la sua esibizione a sud, al New Rendezvous Café, a North Clark Street e West Diversey Parkway. Lewis rifiutò e McGurn gli tagliò la gola e una parte della lingua e lo lasciò tramortito. Miracolosamente Lewis si riprese e poté continuare la sua carriera, ma la sua voce non riacquistò mai il suo suono lussureggiante.

### Massacro di San Valentino
McGurn venne associato alla pianificazione del massacro di San Valentino, nel 1929.
Anche se la polizia accusò McGurn nel caso, non venne mai portato in giudizio in gran parte a causa del suo "alibi biondo" - la fidanzata e in seguito la moglie Louise Rolfe - che affermò di aver trascorso l'intera giornata insieme.

### Anni seguenti
Nell'aprile 1930, quando Frank J. Loesch, presidente della Chicago Crime Commission, compilò la sua lista "Public Enemies" delle prime 28 persone che considerava i corrotti di Chicago, il nome di McGurn era il quarto della lista. In seguito la lista venne pubblicata a livello nazionale.

### Morte

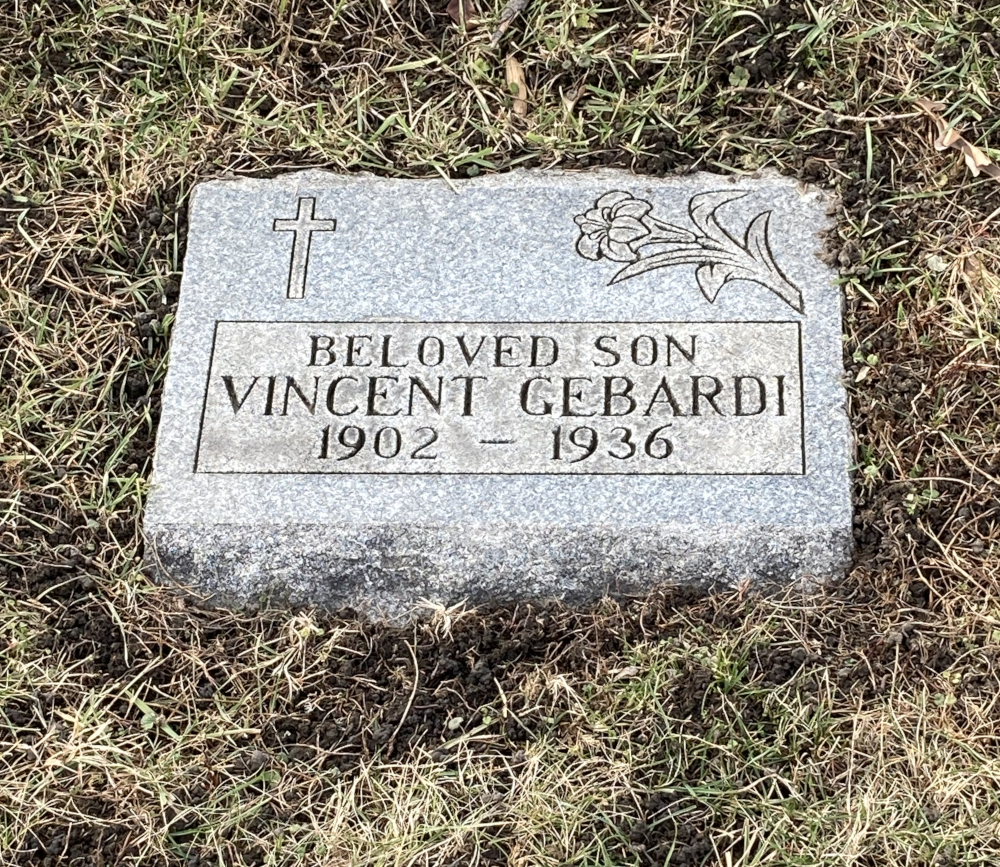
Lapide di Vincenzo "Jack McGurn" Gibaldi nel cimitero di Mount Carmel Cemetery a Hillside, Illinois.

McGurn, ormai impoverito e abbandonato dai suoi compagni gangster, fu assassinato da tre uomini armati di pistole il 15 febbraio 1936, un giorno dopo il settimo anniversario del massacro di San Valentino. In quel momento, Vincenzo stava giocando a bowling all'Avenue Recreation Bowling Alley, al secondo piano, all'805 di N. Milwaukee Avenue a Chicago.
Gli assassini lanciarono un biglietto di San Valentino con questa poesia ironicamente profetica vicino al suo corpo:
Venne sepolto al Mount Carmel Cemetery a Hillside, Illinois.
Il 2 marzo 1936, il fratellastro di McGurn, Anthony De Mory, fu ucciso in un modo simile a McGurn. De Mory, che aveva affermato: "Conosco i ragazzi che hanno ucciso Jack. Li prenderò", è stato colpito da tre uomini mascherati in una sala da biliardo di Chicago. La polizia ha collegato l'assassinio all'uccisione di McGurn.

## Nella cultura di massa

### Cinema
- Nel film Il massacro del giorno di San Valentino (1967) è interpretato da Clint Ritchie.
- Nel film Quella sporca ultima notte (1975) è interpretato da Carmen Argenziano.
- Nel film Gangster Land (2017) è interpretato da Sean Faris.